# Joaquin (Texas)
Joaquin é uma cidade localizada no estado norte-americano de Texas, no Condado de Shelby.

## Demografia
Segundo o censo norte-americano de 2000, a sua população era de 925 habitantes.
Em 2006, foi estimada uma população de 952, um aumento de 27 (2.9%).

## Geografia
De acordo com o United States Census Bureau tem uma área de
6,0 km², dos quais 6,0 km² cobertos por terra e 0,0 km² cobertos por água.

## Localidades na vizinhança
O diagrama seguinte representa as localidades num raio de 24 km ao redor de Joaquin.